# Očistec (Dante)

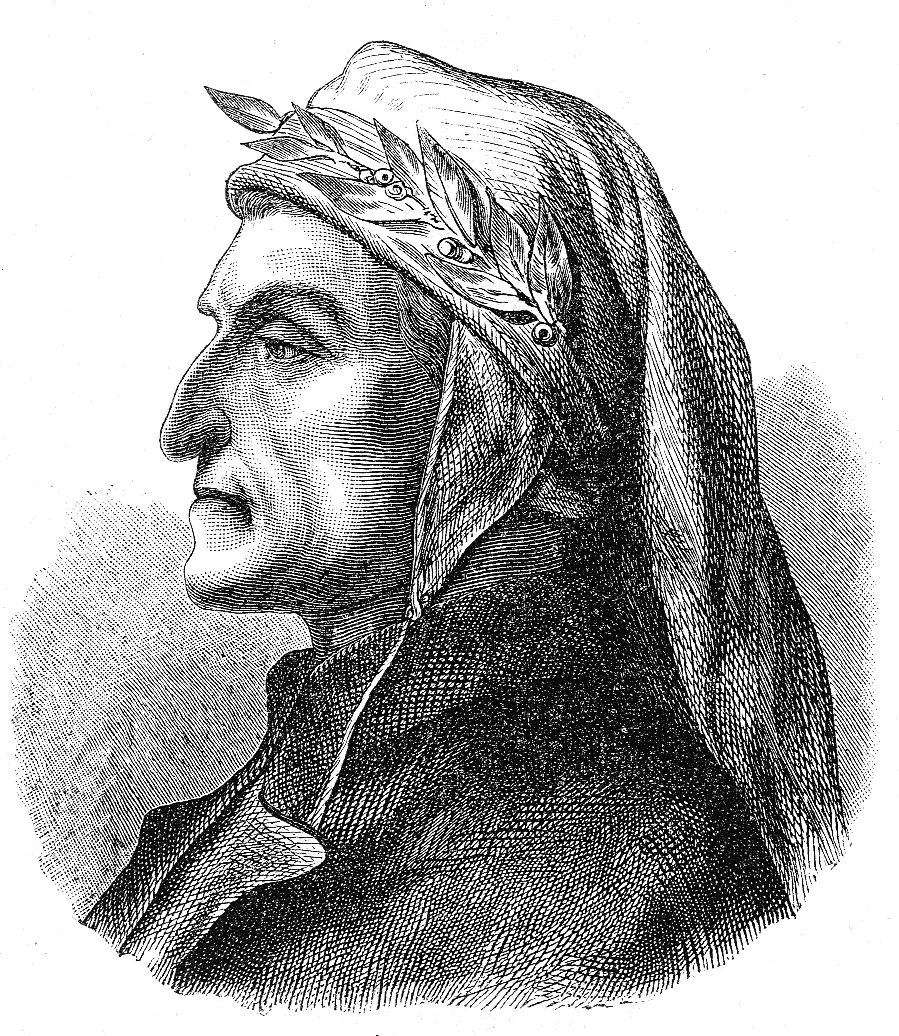
Podobizna Danta Alighieriho

Očistec (v italském originále Purgatorio) je druhou částí eposu Božská komedie, jehož autorem je Dante Alighieri. Božská komedie je alegorického charakteru - znázorňuje cestu lidské duše přes peklo a očistec až do ráje k Bohu. Tato cantica je rozdělena na 33 zpěvů, celkově jich má Božská komedie 100. Cantica Očistec popisuje Dantovo putování na Očistcovou horu, během kterého ho doprovází římský básník Vergilius. Očistec je zde popisován jako místo, kde již nepanuje tak přísná hierarchie jako v pekle, nicméně jsou zde duše rovněž rozděleny podle pozemských hříchů, resp. sedmi neřestí. Na očistec nelze pohlížet bez přímého vztahu k peklu a ráji: jelikož jsou duše tohoto místa určené ke spáse, je záhodno chápat očistec jako předstupeň ráje. Pobyt duší je zde časově omezený, a proto je očistec prostoupen nadějí a láskou, zdrojem veškerého lidského jednání, dobrého i zlého.
Očistcová hora je rozdělena na předočistec, vlastní očistec a pozemský ráj, zvaný též Eden. Předočistec je rozdělen na čtyři patra, kde se nacházejí duše, které se během pozemského života kály příliš pozdě a které jsou ještě rozděleny na duše vyobcovaných, lenivých, nevyzpovídaných a nedbalých vládců. Vlastní očistec je rozdělen do sedmi jednotlivých teras podle sedmi smrtelných hříchů, přičemž dole se nachází pýcha a nahoře chtíč, který Dante chápal pouze jako přehnanou formu lásky, a je tedy pro něj nejméně závažným hříchem. Nejtěžší neřesti jsou dole na úpatí hory, nejméně závažné pak na vrcholu pod pozemským rájem.

## Obsah díla

### Zpěv I–III
Dante s Vergiliem po putování pekelnou říší přichází v brzkém ránu na úpatí Očistcové hory. V dálce zhasínají čtyři hvězdy, které reprezentují čtyři kardinální ctnosti - moudrost, spravedlnost, statečnost a střídmost. Básníci potkávají Catona z Utiky, který, ač pohan a sebevrah, je hlídačem Očistcové hory. Vergilius očistí Dantovi tvář ranní rosou a také mu kolem pasu uváže rákos jako symbol pokory. Zanedlouho přijíždí ke břehu malá loď, která přiváží nové duše do očistce. Dante mezi dušemi poznal svého přítele Casellu, kterého se snaží obejmout, ale to nelze, jelikož duše v očistci nemají hmotné tělo. Básníci přicházejí do předočistce, kde se nacházejí duše, které se během svého pozemského života nekály dostatečně a potkávají vládce Manfréda Sicilského.

### Zpěv IV–VII
Během svého putování předočistcem vidí básníci duše, které zemřely násilnou smrtí, a neměly se tedy možnost před svým zesnutím vyzpovídat. Mezi ně patří kupř. i Buonconte de Montefeltro, který s Dantem bojoval v bitvě u Campaldina. Na cestě básníky zastaví jejich kolega Sordello, který psal básně v provensálštině a který rozmlouvá s Dantem o současném strastiplném stavu Itálie. Posléze jsou Dante s Vergiliem odvedeni k přenocování do Údolí králů. Básníci potkávají nadbalé vládce: Rudolfa I., Jindřicha II. Plantageneta a Jana Bezzemka.

### Zpěv VIII–XII
Slunce zapadá a na obzoru se objevují tři jasné hvězdy, které představují tři teologální ctnosti: naději, víru a lásku. Duše v očistci společně pějí chvalozpěvy. Večer básníci potkají Dantova přítela Nina, soudce z Gallury a Conrada Malaspinu. Na noc se Dante uvelebí do měkké trávy na louce a spokojeně usíná.
Ráno se s Vergiliem probudí před branou sv. Petra, kam je v noci přenesla sv. Lucie. Na schodech u brány sedí anděl s dlouhým plamenným mečem. Schody jsou celkově tři a představují katolickou svátost pokání: první schod představuje kajícího se hříšníka, druhý značí smutek doznání a třetí je láska, která otevírá cestu ke zproštění viny. Anděl napíše Dantovi na čelo sedm písmen P, která jsou zkratkou pro sedm hříchů (v italštině se řekne hřích "peccato"). Pro každý hřích je určen jedna rozsáhlá terasa Očistcové hory. Básníci vstoupí do očistce a zastavují se u velké mramorové stěny, kde jsou vytesány příklady pokory, která je protikladem pýchy. Na první terase se hříšníci očišťují od pýchy tím, že nosí na ramenech obrovské balvany a u toho odříkávají modlitby. Nacházejí se tu malíř Oderisi da Gubbio či sienský občan Provenzano Salvani. Básníci pokračují v cestě a jdou po chodníku, ve kterém je vytesáno třináct příkladů padlé pýchy: kupř. Lucifer, Nimrod, Holofernes či Trója. Dante s Vergiliem pokračují na další terasu Očistcové hory a Dantovi mizí z čela první písmeno P.

### Zpěv XIII–XVII
Další terasa, kde se kajícníci očišťují od závisti, je vytesána z tmavého kamene. Duše jsou zde umístěny v propasti útesu a mají sešitá víčka drátem, aby nemohly dále závidět. Dante potkává ženu ze Sieny Sapiu, dále Guida del Ducu a Riniera da Calboni, se kterými společně kritizují obyvatele Florencie a Toskánce obecně.
Posléze básníky odvede anděl do dalšího patra hory věnovanému hněvivým a Dantovi mizí z čela další P. Při vstupu má Dante různá vidění: nejdříve je stržen davem v Jeruzalémě a vidí Ježíše jako chlapce, který přednáší v chrámu a nedbá toho, že ho hledají jeho rodiče. V dalším vidění je vtažen do scény, kdy je mučen sv. Štěpán, první křesťanský mučedník, kamenováním pro jeho konverzi ke křesťanství, zatímco on se modlí za to, aby jim Bůh odpustil. Opět se stmívá a básníci se dostávají do hustého oblaku dýmu, ve kterém jsou trestáni kajícníci, kteří podlehli během svého pozemského života hněvu. Marco Lombardo jim pomůže najít cestu ven z dýmu a rozpráví s nimi o povaze zla v současném světě. Dým se rozestoupí a Dante má poslední vidění, které pojednává mj. o Prokné, která ze zlosti pomstí svou zneuctěnou sestru, tak, že svému manželovi na večeři přichystá jejich vlastního syna. Anděl stírá Dantovi z čela další P a básníci pokračují na čtvrtou terasu, která je věnována lenosti.

### Zpěv XVIII–XXI
Dante rozpráví s Vergiliem o povaze lásky. V diskuzi je vyruší dav kajícníků, kteří jsou plni energie, běhají, vykřikují a modlí se. Dante má pět vidění: tentokráte vidí ošklivou ženu, kterou slunce zaplavuje teplem natolik, že žena rozkvete do krásy, když v tom z ní Vergilius strhne oděv a objeví se odporná siréna. Dante se probere ze špatného snu a pokračuje s Vergiliem na pátou terasu, terasu lakoty a chamtivosti. Hrabivci a marnotratníci tu leží na břiše a mají svázané končetiny za zády, aby již nemohli používat své nenasytné ruce. Nachází se zde papež Hadrián V., francouzský král Hugo Kapet, sochař Pygmalion či římský politik Crassus. Zničehonic nastane mohutné zemětřesení, které značí stoupání očištěných duší do ráje. Toto vysvětlení jim podá básník stříbrného věku latinské literatury Statius.

### Zpěv XXII–XXVI
Dante s Vergiliem pokračují na další terasu, Dantovi mizí další P z čela a básníci se objevují mezi dušemi kajícími se z obžerství. Stíny duší jsou zde velmi hubené a jsou mučeny tím, že cítí intenzivní vůni zralého ovoce, ale nemohou ho sníst. Dante potkává svého přítele Foreseho, který básníkovi představuje další duši na šesté terase: Buonagiuntu z Luccy, se kterým Dante rozpráví o sladkém novém stylu poezie, stilnovismu. Celou terasou zaznívají hlasy varující před podlehnutím obžerství, které připomínají příběh biblické Evy, mytických kentaurů, kteří pili na svatební hostině tak, až unesli nevěstu, a o starých Hebrejcích, kteří i přes Gideonovo vidění pili ze zakázané studny vodu. Dante pokračuje s Vergiliem v putování a vstupují na poslední terasu očistce, terasu vilnosti a chtíče. Dantovi zmizelo z čela další písmeno P. Na této terase jsou dvě skupiny kajícníků: první se kají za své heterosexuální zločiny, druzí páchali sodomitské skutky. Básníky přichází pozdravit jejich kolega básník Guido Guinizzelli a trubadúr Arnaulto Daniele.

### Zpěv XXVII–XXXIII
Pomalu nastává noc a před Dantem a Vergiliem se objevuje ohnivá bariéra, kterou oba básníci nakonec překonají. Dantovi mizí z čela poslední P a Vergilius vysvětluje Dantovi, že až doposud ho mohl doprovázet pomocí rozumu, ale v dalším putování už bude potřebovat city a vůli. Vergilius se tedy s Dantem rozloučí, a byť ho bude ještě chvíli doprovázet, od této chvíle již Vergilius nepromluví. Dante bude muset pokračovat ve své cestě chvíli sám. Přichází do pozemského ráje, kde se nachází rajská zahrada, kterou kdysi obývali Adam a Eva. Přichází žena Matilda, která vyvsvětluje Dantovi všechnu krásu, co vidí vůkol. Ukazuje mu i dvě říčky, Léthé a Eunoé: kdo se napije z první, navždy zapomene na hřích, druhá říčka naopak vyvolá vzpomínky na dobré skutky vykonané za života. Po krátké procházce vyjde velkolepý zástup a Dante konečně spatří Beatrici, kterak na ni andělé házejí květiny. Matilda Danta ponoří do řeky Lethé a posléze je odveden k Beatrici. V posledním zpěvu Beatrice vyřkne strašlivé proroctví, že přijde rozhněvaný osvoboditel, který bude mít číslo "pět set pět a deset". K Dantovi přicházejí ctnosti, které ho vedou k prameni dvojího toku Lethé a Eunoé, ze kterých se Dante napije, aby mohl pokračovat v pouti do Ráje.